# Badespot
Badespot  er en tv-spot i fire afsnit der blev vist efter børnetime i 1990'erne. Tv-spotten handler om en mand (Oliver Zahle) der for første gang skal ud og bade, men han kender ikke de 3 baderegler som er - bad aldrig alene - spørg en voksen om lov - kun til navlen.
Til sidst i udsendelserne, finde han dog ud af reglerne.
Tv-spotten er fra 1992 og er lavet af i samarbejde med DR og Rådet for Større Badesikkerhed..

## Afsnit
- Badespot 1
- Badespot 2
- Badespot 3
- Badespot 4

## Baderåd
- Du må aldrig bade alene
- Du må kun bade når du har fået lov
- Du må kun gå ud til navlen
- Bad altid sammen med andre
- Hold øje med hinanden
- Gå op af vandet når du begynder at fryse
- Fortæl hvem du skal bade sammen med
- Der skal være voksne med i vandet
- Bad kun fra de strande hvor der er livredder eller redningstrekant
- Bad aldrig alene og gå kun ud til navlen
- Svøm altid langs med stranden
- Husk kun en torsk svømmer langt ud